# Sistema de doble etapa

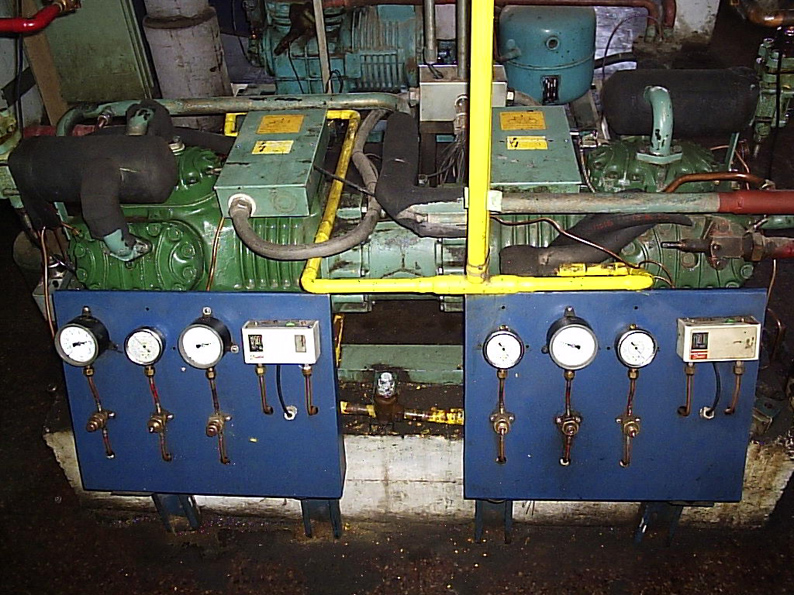
Compresor tandem de doble etapa.

El sistema frigorífico de doble etapa consiste en forzar la circulación del gas refrigerante por dos etapas, denominadas de alta y baja presión por el interior de un compresor especial denominado compresor de doble etapa. Este artificio es necesario a fin de alcanzar menores temperaturas de evaporación con un solo compresor sin aumentar su relación de compresión.

## Introducción
El sistema de doble etapa cumple, primeramente, con la filosofía de los sistemas de compresión múltiple la cual radica en aligerar el trabajo de compresión de los compresores mecánicos a fin de obtener una mejor eficiencia volumétrica. 
Por su parte, cumple con otra premisa la cual es disminuir considerablemente la temperatura de descarga –registrada en la etapa de alta- mientras las disminuidas relaciones de compresión parciales lo hacen un sistema preferente por sobre otros que utilizan más de un compresor para similar tarea a igual capacidad frigorífica. De esto se desprende que es un sistema de alta eficiencia energética.

## Descripción
El sistema de doble etapa está diseñado para alcanzar bajas temperaturas las cuales, con un sistema de una etapa requerirían elevadas relaciones de compresión, cercanas a valores de 9.
Para dicho cometido los gases ya comprimidos de la primera etapa -etapa de baja- se mezclarán con los gases provenientes de la vaporización de parte del flujo másico de refrigerante condensado el cual se evapora mediante una válvula de expansión termostática. A este flujo ya vaporizado se le denomina flujo másico intermedio.
Ambos flujos de vapor ingresan a menor temperatura y mayor caudal a la segunda etapa o etapa de alta de compresión.
El mencionado vapor de refrigerante vaporizado por la VET circula por el interior de un serpentín de doble tubo a contraflujo el cual opera como intercambiador de calor a fin de enfriar en refrigerante condensado, generando el subenfriamiento del sistema frigorífico. Obviamente este subenfriamiento nunca puede llevar a la temperatura intermedia.
A la entrada de él o los evaporadores se evapora el líquido refrigerante mediante una válvula de expansión para llevar a cabo el fenómeno de refrigeración a baja temperatura. Luego ingresa, después de un determinado sobrecalentamiento (generalmente 5 a 10°F), el vapor sobrecalentado a la succión del compresor de doble etapa. 